# Махачкала
Махачкала́ (ав. МахІачхъала, лезгин. Магьачкъеле, таб. Мягьячгъала, дарг. ГІянжи-Къала, МяхІячкъала, кум. Магьачкъала, лакськ. МахІачкъала, Анжи, азерб. Mahaçqala) — місто в Росії, столиця Дагестану. Розташована на вузькій смузі рівнини західного узбережжя Каспійського моря між горою Таркі-Тау та морем. Населення міста — 622 091 мешканців (2024).

## Географія
Махачкала розташована поблизу передгір'їв Великого Кавказу, на вузькій смузі низинної рівнини західного узбережжя Каспійського моря між горою Тарки-Тау та морем, яка в минулому називалася «Дагестанським коридором». Також на території міста є озера Вузівське, Ак-Гель, Грязьове, річки Шурінка, Крива Балка, Юзбашев, Сулак, Терек.
Клімат міста помірний континентальний. Середньорічна температура повітря +12,4 градуса. Літо спекотне, середня температура літніх місяців 23,6 градуса, денна максимальна температура до +36-38 градусів. Зима дуже м'яка. Середня температура 1,7 градуса, а вночі опускається нижче нуля. Опадів випадає 410—450 мм на рік, відносна вологість за рік близько 70 % (взимку до 80 %), а в липні та серпні близько 50 %. У літні місяці буває максимальне число ясних днів. Тривалість літнього періоду (з температурою вище +15 градусів) становить 150 днів, початок припадає на 11 травня, останній літній день 7 жовтня. Вітри переважають південно-східні та північно-західні.
| Клімат Махачкалы               | Клімат Махачкалы | Клімат Махачкалы | Клімат Махачкалы | Клімат Махачкалы | Клімат Махачкалы | Клімат Махачкалы | Клімат Махачкалы | Клімат Махачкалы | Клімат Махачкалы | Клімат Махачкалы | Клімат Махачкалы | Клімат Махачкалы | Клімат Махачкалы |
| Показник                       | Січ.             | Лют.             | Бер.             | Квіт.            | Трав.            | Черв.            | Лип.             | Серп.            | Вер.             | Жовт.            | Лист.            | Груд.            |                  |
| Абсолютний максимум, °C        | 19,0             | 20,9             | 28,8             | 27,4             | 35,1             | 36,1             | 38,7             | 38,7             | 35,0             | 28,9             | 23,1             | 20,1             |                  |
| Середній максимум, °C          | 4,2              | 4,2              | 7,8              | 14,3             | 20,2             | 25,9             | 28,9             | 28,7             | 23,8             | 17,4             | 10,7             | 5,7              |                  |
| Середній мінімум, °C           | −1,4             | −1,5             | 1,9              | 7,1              | 12,6             | 17,7             | 20,7             | 20,5             | 16,5             | 10,6             | 4,5              | 0,0              |                  |
| Абсолютний мінімум, °C         | −25,1            | −26,9            | −13,5            | −5,1             | 0,0              | 5,8              | 9,7              | 8,0              | 0,7              | −6,6             | −19,7            | −26,5            |                  |
| Температура води, °C           | 3,3              | 2,3              | 4,3              | 9,5              | 15,0             | 20,2             | 23,4             | 24,4             | 21,5             | 16,1             | 10,3             | 5,3              |                  |
| Норма опадів, мм               | 32               | 27               | 22               | 17               | 32               | 22               | 21               | 28               | 46               | 45               | 41               | 32               |                  |
| ------------------------------ | ---------------- | ---------------- | ---------------- | ---------------- | ---------------- | ---------------- | ---------------- | ---------------- | ---------------- | ---------------- | ---------------- | ---------------- | ---------------- |
| Джерело: Погода и климат ЕСИМО |                  |                  |                  |                  |                  |                  |                  |                  |                  |                  |                  |                  |                  |

## Історія
Значну роль в історії боротьби за володіння цим коридором відіграв Таркі-аул, розташований на території сучасної Махачкали. Таркі був відомий уже з 15 століття як торговий центр, через який проходив караванний шлях на місто Дербент — одне з найстаріших міст світу. Існує думка, що на місці сучасної Махачкали із 7 століття знаходилась столиця Хазарського каганату — місто Семендер.
Місто було засновано у 1844 році, відоме спершу під назвою Анджи-Кала (мучна фортеця), y 1857 році було перейменовано в Порт-Петровськ, що пов'язано з легендою, яка розповідає, що в часи Перського походу 1722 року у цьому місці був табір військ російського царя Петра I.
В 1921 із входженням до складу СРСР місто було проголошено столицею новоствореної Дагестанської автономної республіки і знову перейменовано, цього разу на честь дагестанського революціонера Махача Дахадаєва (Назва утворена внаслідок злиття слів «Махач» та «калу»). У середині 30-х років до міста було приєднано селище міського типу Петровськ-Кавказький (нині мікрорайон Махачкала-1). У радянський час столиця Дагестану прискорено розвивалася, з 1930-х по 1980-і роки чисельність населення зросла більш ніж у 10 разів, були створені основна соціальна інфраструктура, сучасна система освіти та базові галузі промисловості. В 1891—1938 роках на центральній площі Махачкали діяв архітектурний орієнтир міста православний собор Олександра Невського, однак 1953 року він був знищений радянською владою, а на його місці зведено урядові будівлі, які нині є резиденцією президента та уряду республіки. В кінці 1990-х років місто приваблювало радикальні мусульманські організації, в 1998 Державна рада впродовж доби була захоплена головою Спілки мусульман Росії Надиршахом Хачілаєвим та його прихильниками.

## Населення
Махачкала — найбільш населене місто в Північно-Кавказькому федеральному окрузі, одне з небагатьох зростаючих та найдинамічніших з найбільших російських міст, багато з яких в пострадянський час мали негативну динаміку зміни чисельності населення.
За даними перепису населення 2002:
|                        | чисельність, міський округ, 2002 рік, чол. | частка, % | чисельність, підпорядковані нп 2002 рік, чол. | Частка, % | чисельність, власне місто 2002 год, чол. | частка, % |
| ---------------------- | ------------------------------------------ | --------- | --------------------------------------------- | --------- | ---------------------------------------- | --------- |
| аварці                 | 146321                                     | 26,84 %   | 23556                                         | 28,43 %   | 122765                                   | 26,55 %   |
| кумики                 | 96617                                      | 17,72 %   | 32492                                         | 39,22 %   | 64124                                    | 13,87 %   |
| даргинці               | 75891                                      | 13,92 %   | 12398                                         | 14,97 %   | 63493                                    | 13,73 %   |
| лакці                  | 70987                                      | 13,02 %   | 3664                                          | 4,42 %    | 67323                                    | 14,56 %   |
| лезгини                | 65633                                      | 12,04 %   | 2823                                          | 3,41 %    | 62810                                    | 13,58 %   |
| росіяни                | 43644                                      | 8,00 %    | 1519                                          | 1,83 %    | 42125                                    | 9,11 %    |
| табасарани             | 11124                                      | 2,04 %    | 839                                           | 1,01 %    | 10285                                    | 2,22 %    |
| азербайджанці          | 6750                                       | 1,24 %    | 275                                           | 0,33 %    | 6475                                     | 1,40 %    |
| рутульці               | 5974                                       | 1,10 %    | 379                                           | 0,46 %    | 5595                                     | 1,21 %    |
| ногаї                  | 5148                                       | 0,94 %    | 3698                                          | 4,46 %    | 1450                                     | 0,31 %    |
| агули                  | 3657                                       | 0,67 %    | 496                                           | 0,60 %    | 3161                                     | 0,68 %    |
| татари                 | 2488                                       | 0,46 %    |                                               |           |                                          |           |
| цахури                 | 2098                                       | 0,38 %    | 387                                           | 0,47 %    | 1711                                     | 0,37 %    |
| чеченці                | 1343                                       | 0,25 %    | 56                                            | 0,07 %    | 1287                                     | 0,28 %    |
| євреї                  | 430                                        | 0,08 %    | 5                                             | 0,01 %    | 425                                      | 0,09 %    |
| тати (тати-мусульмани) | 417                                        | 0,08 %    | 1                                             | 0,00 %    | 416                                      | 0,09 %    |
| гірські євреї          | 61                                         | 0,01 %    | 0                                             | 0,00 %    | 61                                       | 0,01 %    |
| інші                   | 6676                                       | 1,22 %    | 258                                           | 0,31 %    | 8906                                     | 1,93 %    |
| всього                 | 545258                                     | 100,00 %  | 82846                                         | 100,00 %  | 462412                                   | 100,00 %  |

Динаміка національного складу Махачкали за даними переписів населення:
|               | 1926   | 1939   | 1959    | 1970    | 1979    | 1989    | 2002    | 2010    |
| ------------- | ------ | ------ | ------- | ------- | ------- | ------- | ------- | ------- |
| аварці        | 1,9 %  | 2,4 %  | 5,8 %   | 11,9 %  | 16,3 %  | 19,1 %  | 26,5 %  | 26,2 %  |
| кумики        | 7,6 %  | 9,3 %  | 12,2 %  | 14,2 %  | 14,1 %  | 14,3 %  | 13,9 %  | 15,1 %  |
| даргінці      | 1,0 %  | 2,6 %  | 5,3 %   | 7,5 %   | 9,4 %   | 11,1 %  | 13,7 %  | 15,5 %  |
| лезгини       | 2,8 %  | 1,7 %  | 3,0 %   | 5,1 %   | 7,6 %   | 9,6 %   | 13,6 %  | 14,8 %  |
| лакці         |        | 1,9 %  | 5,1 %   | 9,0 %   | 10,8 %  | 11,5 %  | 14,6 %  | 14,0 %  |
| росіяни       | 50,3 % | 60,5 % | 51,6 %  | 38,2 %  | 29,1 %  | 21,5 %  | 9,1 %   | 6,3 %   |
| табасарани    |        | 0,1 %  | 0,2 %   | 0,5 %   | 1,0 %   | 1,6 %   | 2,2 %   | 2,3 %   |
| рутульці      |        |        | 0,1 %   | 0,1 %   | 0,4 %   | 0,7 %   | 1,2 %   | 1,4 %   |
| агули         |        |        | 0,1 %   | 0,1 %   | 0,2 %   | 0,4 %   | 0,7 %   | 1,0 %   |
| азербайджанці |        | 1,5 %  | 1,7 %   | 1,6 %   | 1,7 %   | 1,7 %   | 1,4 %   | 1,0 %   |
| ногайці       | 0,1 %  | 0,1 %  | 0,1 %   | 0,2 %   | 0,3 %   | 0,3 %   | 0,3 %   | 0,2 %   |
| цахури        |        |        | 0,1 %   | 0,1 %   | 0,1 %   | 0,5 %   | 0,4 %   | 0,5 %   |
| татари        |        |        |         |         |         |         |         | 0,4 %   |
| вірмени       |        |        |         |         |         |         |         | 0,4 %   |
| чеченці       |        | 0,5 %  |         | 0,3 %   | 0,3 %   | 0,4 %   | 0,3 %   | 0,2 %   |
| населення     | 32 000 | 86 836 | 119 334 | 185 863 | 246 590 | 314 767 | 462 412 | 572 076 |

## Освіта і культура

### Вищі навчальні заклади

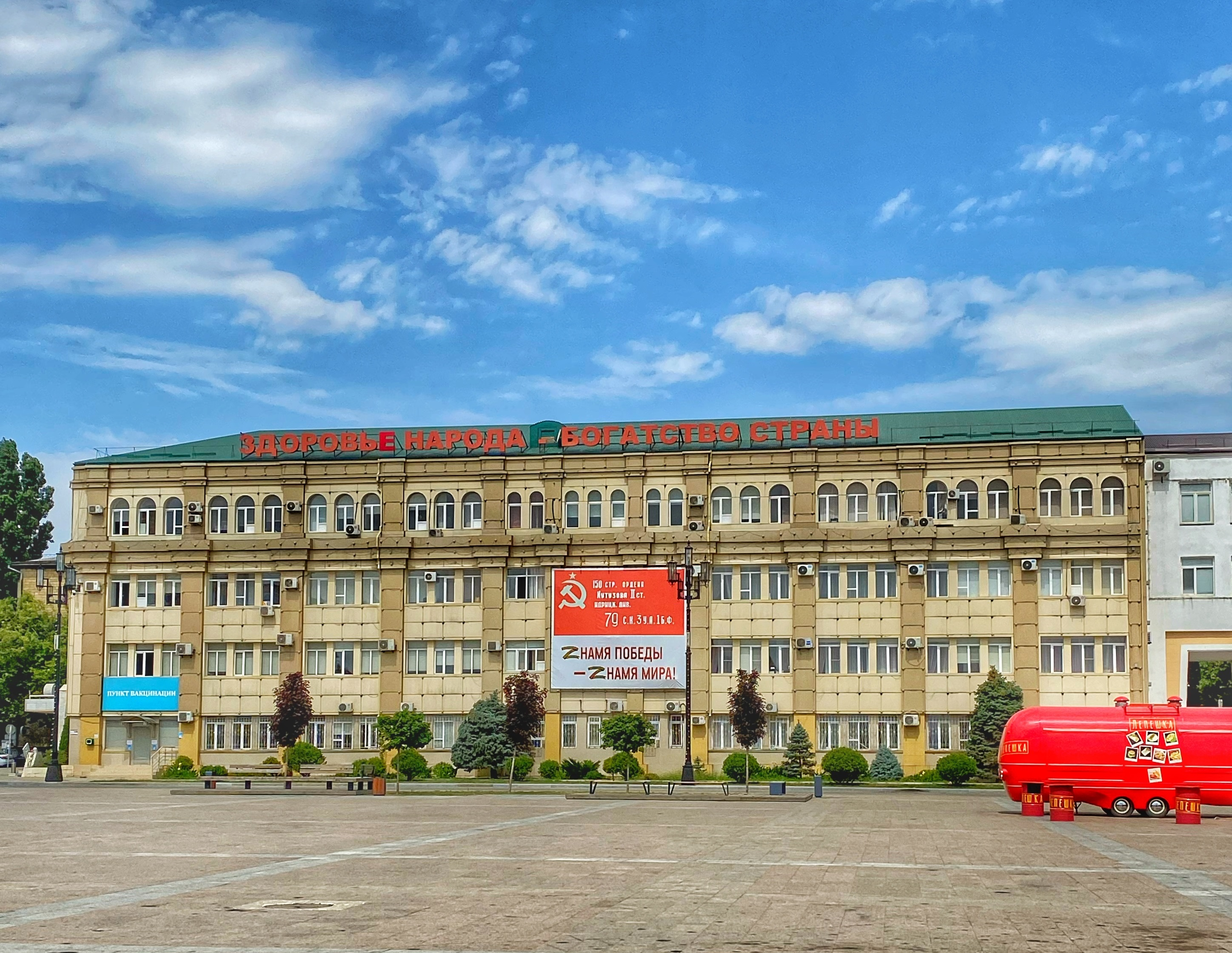
Будівля дагестанської Державної Медичної Академії

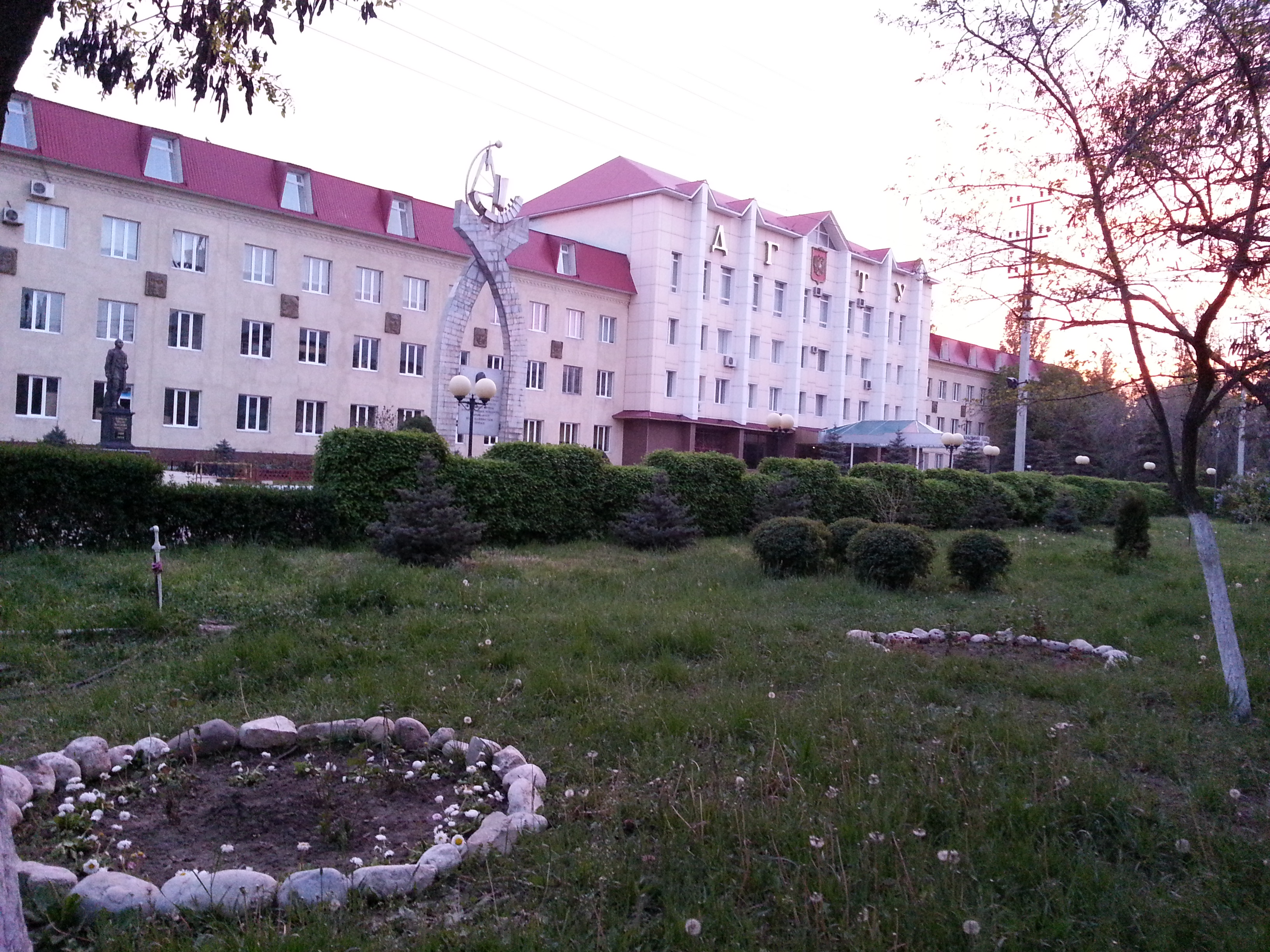
Будівля Дагестанського Державного Технічного Університету

- Дагестанський державний університет
- Дагестанський державний технічний університет
- Дагестанська державна сільськогосподарська академія
- Дагестанський державний педагогічний університет
- Дагестанський державний інститут народного господарства
- Дагестанська державна медична академія
- Дагестанський інститут прикладного мистецтва та дизайну
- Інститут теології та міжнародних відносин
- Гуманітарний інститут «Інса»
- Дагестанська філія Московського державного інституту радіотехніки, електроніки та автоматики (технічного університету)
- Дагестанська філія Російського державного педагогічного університету ім. А. І. Герцена
- Інститут (філія) Московського державного відкритого університету
- Інститут (філія) Московської державної юридичної академії
- Інститут управління та бізнесу
- Кавказький інститут НОУ
- Махачкалінський філія Московського автомобільно-дорожнього інституту
- Махачкалінський філія Сучасної гуманітарної академії
- Міжнародна академія сходу
- Північно-Кавказький державний податковий інститут — філія Всеросійської державної податкової академії Мінфіну Росії
- Північно-Кавказький (м. Махачкала) філія ДОЗ ВПО «Російська правова академія Міністерства юстиції РФ»
- Філія Московського відкритого соціального університету — Дагестанський регіональний
- Філія Російського державного університету туризму та сервісу
- Філія Ростовського державного економічного університету РГЕУ
- Філія Північно-Кавказької академії державної служби
- Філія університету Російської академії освіти
- Філія Південного федерального університету

### Архітектура, пам'ятки

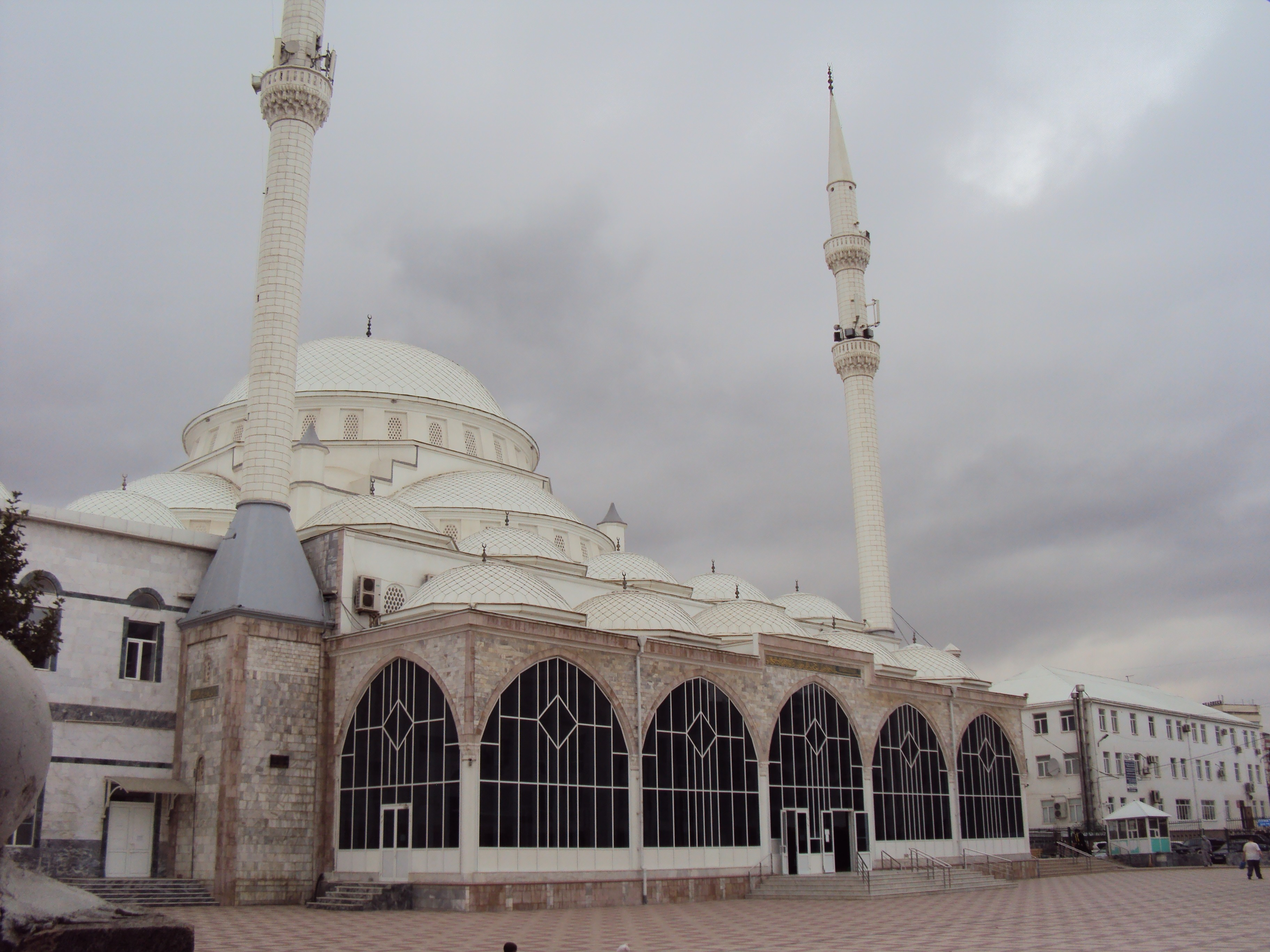
Центральна Джума мечеть

- Селище Тарки розташовано в 5,5 км від Махачкали, на горі Тарки-Тау розташоване селище Тарки, на місці якого, за переказами, в VII—X ст. існувало хозарське місто Семендер, що приблизно до 723 року було столицею Хазарського каганату, потім — аул Тарки з трьома мечетями, вище знаходилася фортеця Бурхлива (до 1821), на її місці зберігся спостережний пункт, укріплений кам'яною кладкою.

- Центральна Джума мечеть — одна з найбільших мечетей Європи, побудована за образом стамбульської «Блакитної мечеті». З кожним роком мечеть розширюється, при цьому зберігаючи геометричну співмірність та естетичну гармонійність ансамблю. Спочатку мечеть була розрахована на 6 — 7 тисяч осіб. За час експлуатації була розширена, і тепер в ній одночасно можуть перебувати 17 тисяч осіб. Названа на честь раптово померлого представника родини турецьких меценатів, на гроші яких була побудована ця мечеть.
- Свято-Успенський кафедральний собор, заснований в 1906. В 2004 завершилося будівництво Олександро-Невського бокового вівтаря кафедрального собору та 12 жовтня 2004 Єпископ Бакинський та Прикаспійський Олександр звершив велике освячення приділу. До 100-річчя собору група місцевих художників, що складається з 7 осіб, під керівництвом заслуженого художника РФ, професора Мусаєва А. Б. заново розписала Свято-Успенський собор.

### Державні театри

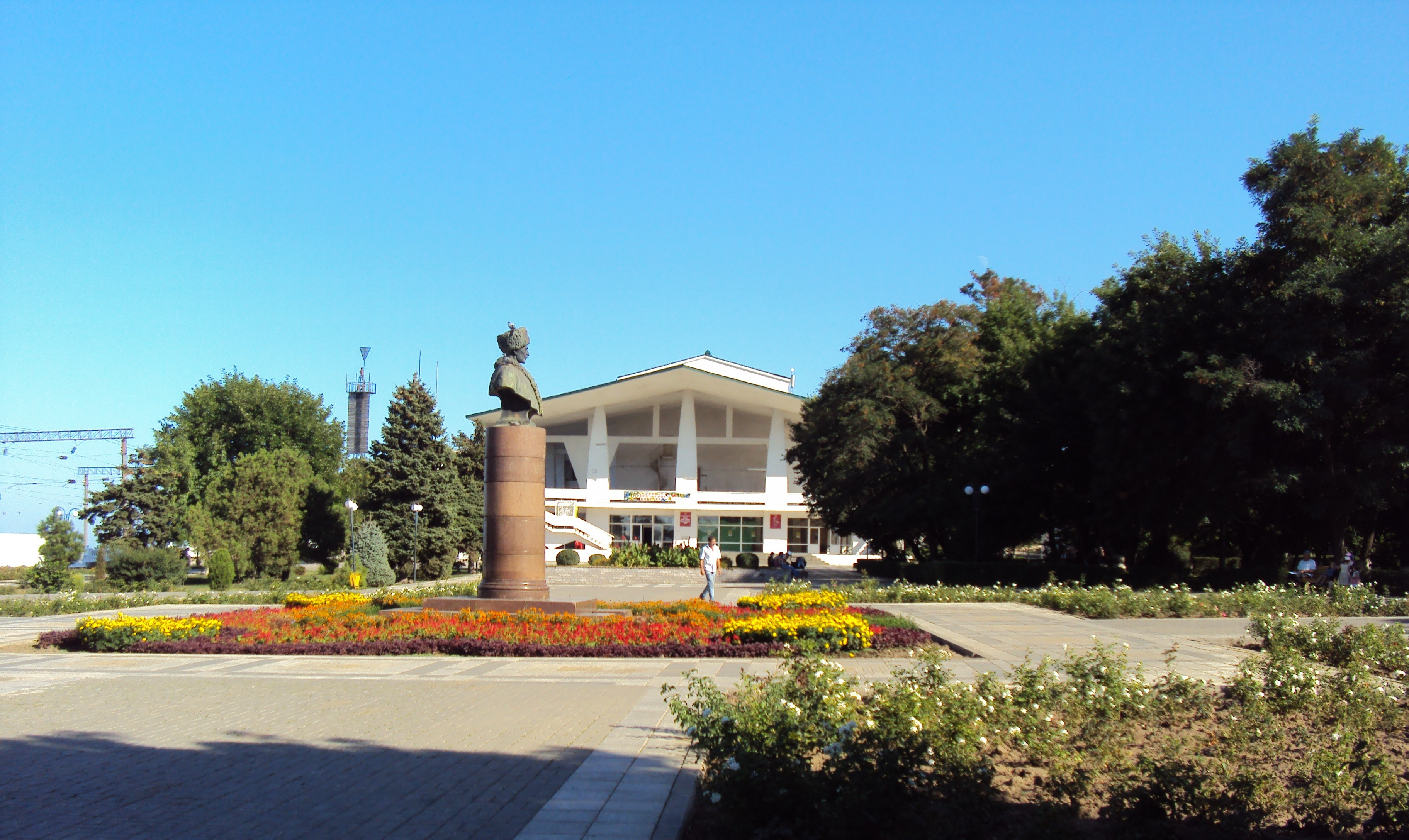
Аварський Державний музично-драматичний театр

- Аварський державний музично-драматичний театр імені Гамзата Цадаси
- Російський Державний музично-драматичний театр ім. А. М. Горького
- Кумицький державний музично-драматичний театр імені А. П. Салаватова
- Лакський державний музично-драматичний театр імені Е. Капієва
- Дагестанський державний театр ляльок
- Дагестанський державний театр опери та балету
- Республіканський центр культури
- Державний театр пісні «Джіслам»

### Музеї та картинні галереї
- Дагестанський державний об'єднаний історичний та архітектурний музей ім. А. Тахо-Годи
- Дагестанський музей образотворчих мистецтв ім. П. С. Гамзатова
- Музей бойової слави
- Музей історії театрів Дагестану
- Музей-заповідник — етнографічний комплекс «Дагестанський аул»
- Музей історії міста Махачкали
- Музей історії рибної промисловості Дагестану
- Виставковий зал Спілки художників Республіки Дагестан
- Музей музичної культури Дагестану[4]

## Відомі люди
- Абакарова Еліна Магодівна (* 1966) — архітектор, художниця
- Фоміна Галина Олександрівна (1933—1998) — український художник по костюмах
- Кирієнко Зінаїда Михайлівна (1933—2022) — радянська і російська акторка
- Яцкіна Галина Іванівна (* 1944) — радянська і російська актриса театру і кіно
- Махачев Іслам Рамазанович — російський боєць змішаних бойових мистецтв, який виступає під егідою UFC в легкій вазі.

## Військово-морська база
В Махачкалі розташована військово-морська база Каспійської флотилії Росії. В базі дислокується 106-а бригада надводних кораблів:
- 250-й дивізіон надводних кораблів (2 ракетних кораблі, 4 ракетні катери і 2 базових тральщики)
- 242-й дивізіон десантних катерів (6 десантних катерів)
- 137-й окремий загін боротьби з підводними диверсійними силами та засобами.

## Міста-побратими
- Баликесір (Туреччина)
- Брешіа (Італія)
- Біскра (Алжир)
- Владикавказ (Росія)
- Ла Рош-сюр-Йон (Франція)
- Ндола (Замбія)
- Ольденбург (Німеччина)
- Роттердам (Нідерланди)
- Спокен (США)
- Смолян (Болгарія)
- Стамбул (Туреччина)
- Сфакс (Туніс)
- Сипін (Китай)
- Ялова (Туреччина)